# إنه بوني
إنه بوني (بالإنجليزية: It's Pony)‏ هو مسلسل رسوم متحركة بريطاني من إخراج أنت بليدز، عٌرض على قناة نيكلوديون في 18 يناير 2020 وتم تجديده لموسم ثاني، عرض على قناة نيكتونز في 29 أكتوبر 2021.

## روابط خارجية
إنه بوني على موقع IMDb (الإنجليزية)
- إنه بوني على موقع كينوبويسك (الروسية)
- إنه بوني على موقع قاعدة بيانات الفيلم (الإنجليزية)